# Klaver
 "Piano" omdirigeres hertil. For andre betydninger af Piano, se Piano (flertydig).
Et klaver er et musikinstrument, der sammen med flyglet også kaldes for piano (kort form af pianoforte – italiensk for "stille kraftigt"). Et klaver består af et klaviatur, der med tangenter får filtbeklædte hamre til at anslå stemte strenge. Et moderne klaver har 88 tangenter.
Klaveret er trods sin store størrelse et af de mest populære musikinstrumenter. Klaverspil regnes for grundlæggende inden for meget musikundervisning.
Klaveret nedstammer fra klavichordet, hvis strenge anslås, og fra cembaloet, hvis strenge knipses. Derfor kan tonen på et cembalo kun varieres i styrke ved brug forskellige sæt strenge (registre) – i modsætning til klavichordet, der kan spilles med vibrato. Det var den florentinske instrumentmager Bartolomeo Cristofori, som med udgangspunkt i cembaloet opfandt et instrument, hvis strenge anslås af hamre. Han kaldte det "arcicembal che fa il piano e il forte" ("cembalo der kan spille både stille og kraftigt"). Det ældst bevarede fortepiano fra Cristofori er fra 1720. Der gik mange år før cembaloets og klavichordets popularitet blev overhalet af klaveret. Sidste cembalo og klavichord blev bygget efter år 1800. Mekanikken i Cristoforis instrumenter var simpel, men blev forbedret gennem det 18. og 19. århundrede til det system, der anvendes i dag. Klaverer fra Cristoforis tid kaldes i dag ofte hammerklaverer eller fortepianoer.
Der er stigende interesse for at fremføre gammel klavermusik på instrumenter fra samtiden.
Strenge kan være placeret lodret (opretstående klaver) eller vandret (flygel). Opretstående klaverer bruges meget sjældent ved koncerter og musikindspilninger; der anvendes i stedet flygler.
Det tysk-amerikanske flygel- og klaverfirma Steinway & Sons er i almindelighed anerkendt som producent af verdens fineste håndlavede flygler og klaverer.
- Klaver.
- Bagsiden af et klaver.
- Bartolomeo Cristoforis instrument fra 1722.
- Tegning af mekanikken i Bartolomeo Cristoforis instrumenter.